# Johnny Tarradellas
Johnny Tarradellas (Joan Tarradellas Giménez, Barcelona, 9 d'agost de 1958) és un músic català d'ètnia gitana. Es va criar al carrer de la Cera, al barri del Raval.
El 1966, amb només vuit anys, va gravar el seu primer disc amb Andrés Batista per la discogràfica Belter. El 1971, amb 11 anys, va fundar el grup Los Calós amb els seus amics Ramoncito Giménez, Joan Ximénes el Petitet i Rafalet Laceras. Cap el 1977 el grup canviaria el nom pel de Tobago, amb el que gravarien dos elapés, Rumbamanía (1978) i Piña Colada (1980). Durant aquells anys també va col·laborar amb altres artistes de la rumba catalana com Los Amaya i El Chacho, amb qui va gravar el seu èxit Usted abusó (Ariola, 1978).
Entre 1980 i 1992 va treballar amb Peret. Quan aquest va deixar la música per dedicar-se a la religió, ell i Peret Reyes van fundar el duo Chipén. El 2000 va col·laborar al disc col·lectiu Som la rumba. i el 2006 fou nominat a la millor música als V Premis Barcelona de Cinema pel seu treball a pel·lícula El triunfo, que li va valer també la Bisnaga de Plata a la millor música del Festival de Màlaga.

## Discografia
Amb Chipén
- Rumbamanía (1978)
- Piña Colada (1980)
- Volao (1984)
- Peret & Johnny, Johnny & Peret (1989)
- Verdad (1990)

Bandes sonores
- El triunfo (2006)
- Down n'hi do (2018)